# The Cure
Vous lisez un « bon article » labellisé en 2010.
Pour les articles homonymes, voir The Cure (homonymie).
The Cure ([ðə ˈkjʊə(ɹ)]) est un groupe rock britannique, originaire de Crawley, dans le Sussex de l'Ouest, en Angleterre. Formé en 1978, le groupe comprend actuellement Robert Smith au chant et à la guitare, Roger O'Donnell aux claviers, Reeves Gabrels à la guitare, Perry Bamonte à la guitare et aux claviers, Simon Gallup à la basse, et Jason Cooper à la batterie. Robert Smith est la figure emblématique du groupe. Seul membre présent depuis son origine, il en est le parolier et le principal compositeur. En plus d'en être le chanteur et guitariste, il tient parfois les claviers et la basse.
Associé au mouvement new wave, The Cure a développé un son qui lui est propre, aux ambiances tour à tour mélancoliques, rock, pop, gothiques et psychédéliques, créant de forts contrastes, où la basse est mise en avant et n’est pas seulement un instrument d’accompagnement. Elle est, notamment en raison du jeu particulier du bassiste Simon Gallup, une composante essentielle de la musique de The Cure. L'utilisation conjointe d'une basse six cordes (souvent une Fender VI), au son caractéristique, très souvent utilisée dans les motifs mélodiques, contribue pour beaucoup à la signature sonore si singulière du groupe.
Cette identité musicale ainsi que visuelle, véhiculée par des vidéo clips, contribuent à la popularité du groupe qui atteint son sommet dans les années 1980. De nombreux fans copient alors les tenues vestimentaires amples et sombres des musiciens et la coiffure arachnéenne de Robert Smith. The Cure, avec ses disques et ses nombreux concerts à travers le monde, a su rassembler un public varié autour de sa musique, aussi bien des amateurs d’ambiance sombre et dépressive que des amoureux de mélodies pop, et conserve toujours un auditoire fidèle.
Le groupe s'est rapidement fait connaître dans son pays d'origine ainsi qu'un peu partout en Europe. Mais c'est d'abord en Océanie, et surtout en Nouvelle-Zélande (sans qu'il n'y ait d'explication particulière à cela) qu'il a remporté un grand succès dès 1980/81. Ce phénomène devança de plusieurs années la Curemania qui touchera le continent européen, et notamment la France, au milieu des années 1980. La période où le groupe a connu le plus de succès s'étend sur une dizaine d'années, jusqu'en 1993. Et si après cette date la formation anglaise vend moins de disques, elle garde un grand nombre de fans et remplit les salles de concert.

## Biographie

### Prémices (1973-1978)
En 1973, dans la ville de Crawley dans le Sussex, Robert Smith, âgé de quatorze ans, joue de la guitare avec son frère Richard, sa sœur Janet et quelques amis dans un groupe appelé le Crawley Goat Band dont la notoriété ne dépassera pas le cercle familial et amical. Dans la foulée, le jeune musicien monte un autre groupe avec des camarades de son collège simplement appelé The Group puisqu’il est le seul de l’école. À la fin de l’année scolaire, la formation qui s’est finalement choisi le nom de The Obelisks donnera son unique concert au sein même du collège, avec Robert Smith au piano, Lol Tolhurst à la batterie, Alan Hill à la basse, Michael Dempsey et Marc Ceccagno aux guitares.
En janvier 1976, Robert Smith et Marc Ceccagno aux guitares et Michael Dempsey désormais bassiste forment un nouveau projet, Malice, qui l’année suivante deviendra Easy Cure. Après plusieurs changements, la formation se stabilise en un trio composé de Robert Smith au chant et à la guitare, parolier et principal compositeur, Michael Dempsey à la basse, Lol Tolhurst à la batterie, et adopte définitivement le nom de The Cure.

### Débuts (1978-1980)

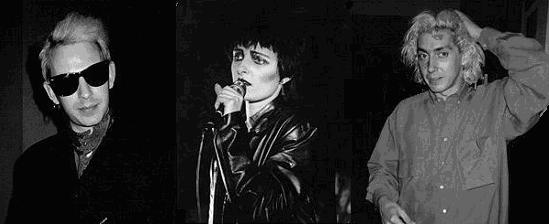
Steven Severin, Siouxsie Sioux et Budgie avec qui Robert Smith joua au sein de Siouxsie and the Banshees en tant que guitariste, en 1979, puis de 1982 à 1984.

Au début de l'été 1978, le groupe envoie une maquette de quatre morceaux à une multitude de labels et ne tarde pas à attirer l’attention de Chris Parry, ex-manager des Jam, et directeur artistique chez Polydor. Il désire fonder son propre label indépendant, Fiction Records, et il voit en The Cure l’occasion de réaliser son projet. Un contrat est signé ; le groupe restera fidèle au label jusqu'en 2001.
Le premier 45 tours Killing an Arab sort d’abord en décembre 1978 sur le label Small Wonder. Cette chanson, inspirée du roman L'Étranger d'Albert Camus, assure un début de notoriété grâce notamment aux fanzines alternatifs. Avec l’argent récolté, le label de Chris Parry peut désormais fonctionner et le single ressort le 6 février 1979 chez Fiction Records. Un mini scandale éclate quand le parti politique d’extrême droite britannique tente de récupérer la chanson. Pour mettre fin à la polémique, Chris Parry multiplie les communiqués de presse expliquant la source d’inspiration de la chanson et fait même envoyer aux médias des exemplaires du livre de Camus. À cause de son titre, cette chanson sera de nouveau détournée de son sens (à l'époque de la guerre du Golfe en particulier), au grand dam de Robert Smith qui devra rappeler dans des conférences de presse le texte qui l'a inspiré.
The Cure enchaîne les concerts et enregistre son premier album au son post-punk très minimaliste, Three Imaginary Boys, produit par Chris Parry qui sort en mai 1979. L’accueil de la presse spécialisée est positif dans l’ensemble, le Melody Maker titrera « The Eighties Start Here » (« Les années 80 commencent ici »). Robert Smith cependant ne sera jamais totalement satisfait de cet album, que ça soit de la pochette qui est une idée de Chris Parry ou de certaines chansons comme Object, It’s not You, So What ou la reprise de Foxy Lady de Jimi Hendrix, chantée par Dempsey, qu’il déclare détester. Un second 45 tours sort en juin, Boys Don't Cry. S'il n’entre pas dans les classements britanniques, ce titre rencontre en revanche un vrai succès en Nouvelle-Zélande, atteignant la 22e place. Cette chanson est devenue par la suite l’une des plus connues du répertoire du groupe, grâce notamment à la nouvelle version qui sortira en 1986. Elle fera également l’objet de plusieurs reprises.
Les festivals d'été sont l'occasion pour The Cure de jouer pour la première fois hors des frontières britanniques. À Groningue aux Pays-Bas tout d'abord, puis en Belgique à Bilzen. Ensuite, The Cure assure la première partie de Siouxsie and the Banshees, d'août à octobre, et Robert Smith se lie d’amitié avec leur bassiste Steven Severin. Lorsque le guitariste des Banshees, John McKay, quitte soudainement le groupe, Smith se propose pour le remplacer jusqu’à la fin de la tournée. Il se retrouve ainsi à jouer deux fois chaque soir, d’abord avec The Cure puis aux côtés de Siouxsie Sioux. Un troisième single, Jumping Someone Else's Train, paraît en novembre alors qu’un changement dans le groupe se produit. Michael Dempsey, qui ne s’entend plus avec Robert Smith, rejoint une autre formation du label Fiction, Associates, cédant sa place à Simon Gallup avec qui Robert Smith vient d’enregistrer un single sous le nom de Cult Hero. Matthieu Hartley intègre également The Cure comme claviériste à ce moment-là.
Le quatuor fraîchement formé se lance dans une nouvelle série de concerts en Angleterre et au pays de Galles, baptisée Future Pastimes Tour, accompagné par les Associates justement et The Passions, avant de terminer l'année par des spectacles aux Pays-Bas, en Belgique, en Italie et en France pour la première fois. En février 1980, paraît l'album Boys Don't Cry, au départ seulement destiné au marché américain, qui reprend la plupart des morceaux de Three Imaginary Boys et des trois singles. Le 4 avril 1980, Robert Smith et Matthieu Hartley participent, avec d'autres artistes, au concert organisé à Londres par The Stranglers pour protester contre l'incarcération de leur chanteur Hugh Cornwell à la suite d'une affaire de possession de drogues.

### Période cold wave et premiers succès (1980-1982)
The Cure enregistre en une semaine et mixe en six jours son deuxième album Seventeen Seconds qui paraît le 22 avril 1980. Produit par Robert Smith et Mike Hedges, il tranche nettement avec le premier album, beaucoup plus sombre et glacial. Bien que plus difficile d’accès a priori que son prédécesseur (dans sa chronique dans Rock & Folk, François Gorin souligne que l'écoute du disque demande des efforts), l’album se comporte bien dans les charts britanniques et atteint la 20e place, mais ce disque remporte surtout un énorme succès en Nouvelle-Zélande atteignant la 9e place, et restant classé durant plus d'un an. En Europe, Seventeen Seconds connaît également un bon succès aux Pays-Bas, se classant à la 15e place. Cela est sans doute dû au morceau A Forest, extrait en single, et qui devient le premier hit du groupe dans son pays d'origine où il atteint la 31e place, comme au niveau international.
Le quatuor entame une impressionnante série de concerts, parcourant tout d'abord l’Europe ainsi que les États-Unis (le Seventeen Seconds Tour d'avril à juin), puis la Nouvelle-Zélande et l’Australie, deux pays où Cure bénéficie déjà d'une grande notoriété (Get a Dose of The Cure Tour de fin juillet à fin août). Matthieu Hartley qui ne s’est jamais vraiment intégré a aussi du mal à s’adapter au rythme soutenu des tournées. Des tensions apparaissent avec les autres membres, il est finalement écarté du groupe fin août. Il déclare plus tard : « J’ai compris pendant la tournée que The Cure s’orientait vers une musique sombre et suicidaire, un style qui ne m’intéressait absolument pas. » En octobre, The Cure parcourt encore les scènes d'Europe avant une série de concerts exclusivement britannique le mois suivant nommée The Primary Tour. Au lieu de s’accorder du repos, Smith, Gallup et Tolhurst enchaînent avec l’enregistrement du nouvel album en compagnie du producteur Mike Hedges. Les sessions dureront plus longtemps que prévu : un mois au lieu de neuf jours.
Faith sort le 14 avril 1981, juste après le single Primary. Plus gris et désespéré que Seventeen Seconds, fortement dominé par la basse de Simon Gallup, le disque rallie de nouveaux adeptes au groupe et connaît un certain succès international, se classant 14e en Grande-Bretagne, 38e en Suède, 9e aux Pays-Bas et surtout 1er en Nouvelle-Zélande dès sa sortie, ce durant trois semaines consécutives. Au sujet de ce succès, Robert Smith dira dans une interview accordée à un journaliste de Libération en octobre : « Les gens achètent nos disques, viennent nous voir parce qu’ils ont aimé les disques, mais ils ne nous suivront pas forcément là où nous voulons aller. Je ne pense pas qu’on ait de vrais fans. On attire des gens qui aiment un certain type de groupes : Public Image Limited, Siouxsie and The Banshees, Joy Division, etc. Et ces gens-là aiment équitablement tous leurs groupes. »
Une nouvelle tournée–marathon de six mois commence dès avril, avec en première partie non pas un autre groupe, mais la projection d’un film d’animation de 27 minutes, Carnage Visors réalisé par Ric Gallup, le frère de Simon, et illustré par un instrumental composé par le groupe où dominent deux basses et une boîte à rythmes. Le Picture Tour, après le Royaume-Uni, mène les musiciens à travers la Belgique, l'Allemagne, les Pays-Bas, les États-Unis, la Nouvelle-Zélande, l'Australie, le Canada et enfin la France. Le trio trouve le temps d’enregistrer un autre single, Charlotte Sometimes, qui sort en octobre. En novembre et décembre, une série de huit concerts en Angleterre et en Écosse (Eight Appearances Tour), avec en première partie And Also the Trees, clôture l'année scénique de The Cure.
Retour en studio, début 1982, cette fois en compagnie de Phil Thornalley pour la production, afin de donner naissance à l'album considéré comme le plus noir de la carrière du groupe, Pornography, qui sort dans les bacs le 4 mai 1982. Et malgré son atmosphère oppressante et gothique,, cet album marche plutôt bien, atteignant le Top 10 en Angleterre, et en Nouvelle-Zélande, et connaît également un certain succès aux Pays-Bas où la formation anglaise compte désormais de nombreux adeptes, s'y classant à la 17e place.
Et toujours de nombreux concerts. Après un passage au Printemps de Bourges en avril, The Cure enchaîne avec le Fourteen Explicit Moments Tour qui visite l'Angleterre et l'Écosse, puis le Pornography Tour qui passe par le Benelux, l'Allemagne, la France et la Suisse. Robert apparaît sur scène les yeux et la bouche cernés de rouge à lèvres dégoulinant : « Je n’applique pas le rouge à lèvres proprement pour éviter que les gens pensent que je le fais par coquetterie, alors que je le porte pour des raisons de théâtralité. Au début j’en portais autour des yeux et autour de la bouche de manière que, lorsque j’étais sur scène, avec la sueur, ça dégouline partout. On aurait dit que quelqu’un venait de me frapper et que je saignais. »
Des tensions sont apparues entre Robert Smith et Simon Gallup ; la tournée ne fait que les renforcer. Les deux musiciens vont jusqu’à se bagarrer après un concert à Strasbourg. La tournée s’achève dans la confusion le 11 juin à l’Ancienne Belgique à Bruxelles, où le public assiste à un rappel chaotique : les membres du groupe, qui ont échangé leurs instruments, improvisent un titre, The Cure are Dead, accompagnés du groupe Zerra One qui assurait la première partie, et du roadie Garry Biddles au chant qui invective Smith et Tolhurst. À l’issue du concert, Simon Gallup quitte la formation. Robert Smith ne lui reparlera pas avant dix-huit mois.

### Renaissance pop etCure mania(1983-1986)

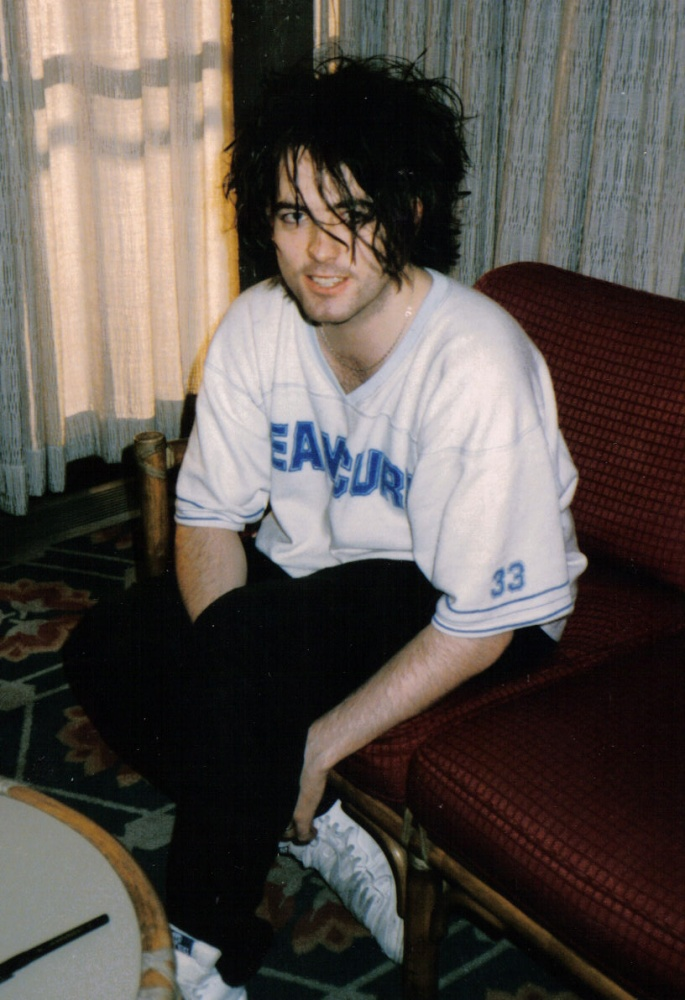
Robert Smith en octobre 1985 au Miyako Hotel, à San Francisco.

À ce moment-là, personne ne sait si The Cure existe encore. Robert Smith part se mettre au vert quelque temps au Pays de Galles avec sa compagne Mary. Quant à Tolhurst, dont les capacités plutôt  limitées à la batterie ont cependant joué un rôle dans le façonnage du son « Cure », il décide d’abandonner la batterie et de se mettre aux claviers. Il consacrera également du temps à produire le premier album et les deux premiers singles de ses compatriotes du groupe And Also The Trees.
Chris Parry demande alors à Smith et Tolhurst d'enregistrer quelque chose de différent. Le duo, accompagné de Steve Goulding à la batterie offre un nouveau single, Let's Go To Bed dans un style très pop et même dansant qui déstabilise les fans de la première heure. Robert Smith, qui ne voulait pas sortir la chanson sous le nom de The Cure, la qualifiant de « plaisanterie », se laisse finalement convaincre par son manager. Le single paraît fin 1982 et ne connaît qu'un succès modeste en Angleterre mais devient quelques mois plus tard un tube en Océanie, atteignant le Top 20.
Le groupe continue sur cette voie plus pop en sortant à l'été 1983 un autre single intitulé The Walk, où synthétiseurs et boîtes à rythmes sont à l'honneur, et cette fois le succès est au rendez-vous dans le pays d'origine de Cure (12e au Royaume-Uni), mais aussi en Irlande où ce titre inaugure une impressionnante série de 17 hits classés consécutivement dans le Top 20 de ce pays, entre 1983 et 1992. Suit un nouveau 45 tours, The Lovecats, influencé par le jazz, qui sera un vrai tube et se classera à la 7e place des charts britanniques.
Entretemps, Andy Anderson est devenu le nouveau batteur, et Phil Thornalley, qui avait coproduit Pornography, joue désormais la basse. C'est avec cette formation que le groupe retrouve le chemin de la scène à partir de juillet, lors de quelques festivals, en Europe et aux États-Unis. Fin 1983, paraît une compilation, intitulée Japanese Whispers, regroupant les trois singles précédemment cités auxquels s'ajoutent leurs faces B ; elle connaît notamment un grand succès en Nouvelle-Zélande, atteignant la 8e place quelques mois plus tard.
Une nouvelle rencontre déterminante se produit, par l'intermédiaire de Chris Parry : celle de Tim Pope qui devient le réalisateur de clips attitré de The Cure. Parallèlement, Robert Smith explore des horizons plus expérimentaux et psychédéliques. Il conçoit, aux côtés de Steven Severin, le projet The Glove (nom inspiré par un personnage du film Yellow Submarine des Beatles). En août 1983 ils sortent un album titré Blue Sunshine dont sont tirés deux singles, Like an Animal et Punish me With Kisses. Robert Smith est par ailleurs à nouveau le guitariste officiel de Siouxsie and the Banshees depuis fin 1982, en remplacement de John McGeoch. Il publie avec eux en 1983, le single Dear Prudence, le double album live Nocturne et la vidéo live attenante enregistrée au Royal Albert Hall de Londres, puis l'année suivante l'album studio Hyæna. En mai 1984, The Cure sort un nouvel album, The Top, pop et psychédélique. C'est le premier disque du groupe dont les compositions ne sont pas signées par tous les membres. Les chansons sont portées au crédit de Robert Smith seul ou en collaboration avec Lol Tolhurst. Pour le journaliste Thierry Chatain, The Top est « le nouveau sommet d'un groupe qui sait se régénérer sans se renier ». « Disque fou, riche, intense et passionnant » selon Hervé Picart qui prévoit par ailleurs que ce « kaléidoscope virevoltant, bariolé à l'extrême » va déconcerter les fans.
Phil Thornalley n'a pas participé à l'enregistrement, occupé dans le même temps comme ingénieur du son sur l'album Seven and the Ragged Tiger de Duran Duran, tandis que le guitariste Porl Thompson a rejoint la troupe. Thornalley est de retour fin avril juste avant le début du The Top Tour, première tournée de The Cure depuis deux ans, qui traverse l'Europe, l'Océanie, le Japon pour la première fois, les États-Unis et le Canada. And Also the Trees assure une nouvelle fois la première partie lors des dates britanniques puis fin mai, Robert Smith quitte définitivement Siouxsie and the Banshees, ne pouvant plus être présent continuellement dans deux groupes à la fois. En octobre, sort le premier album live Concert enregistré en mai à Londres et à Oxford. Andy Anderson ne terminera pas la tournée. « Pétant les plombs après chaque concert » selon les termes de Smith, il est renvoyé en octobre. Lol Tolhurst révélera plus tard dans une interview qu'Andy souffrait d'hypoglycémie, et comme en tournée il était fréquent qu'il ne puisse pas se nourrir correctement, il devenait agressif. Anderson est remplacé au pied levé par Vince Ely, ex-The Psychedelic Furs qui est lui-même remplacé après quinze jours par Boris Williams. Ce dernier restera dans le groupe pendant presque dix ans, le marquant de son empreinte. Il demeure encore auprès de nombreux fans le batteur le plus apprécié de The Cure. À la fin de la tournée, Phil Thornalley part vers de nouveaux horizons musicaux.
Depuis juin 1982 de l’eau a coulé sous les ponts et, à la fin de l’année 84, Robert Smith recontacte Simon Gallup lui laissant entendre que la place de bassiste est libre. Quelque temps après, Simon intègre le groupe pour l’enregistrement du nouvel album The Head on the Door, un disque important qui se révélera finalement comme étant l'un des albums charnière de la formation anglaise, marquant son passage définitif au statut de « groupe à stades ». Le groupe change alors de statut dans les médias et devient l'objet d'une couverture médiatique soutenue. Antenne 2 retransmet dans Les Enfants du rock le concert de Barcelone du 20 juin où le public avait pu découvrir en avant-première leur tout nouveau single In Between Days,. Durant l'été 1985, le groupe participe à Rock in Athens, un festival exceptionnel organisé à l'initiative des ministères grec et français de la Culture et composé d'une série de concerts regroupant principalement des formations à tendance new wave (en dépit du nom du festival) célèbres à ce moment-là,, avec The Cure et aussi Depeche Mode, Talk Talk, The Stranglers, Culture Club et le groupe français Téléphone. Lydie Barbarian couvre l'évènement pour Libération et écrit un article d'une page consacré à la prestation du groupe, des extraits du concert sont diffusés par la suite dans l'émission Décibels sur FR3.
Résolument pop et intégralement composé par Robert Smith, The Head on the Door paraît donc en août 1985. Il sera consacré album de l'année par le magazine Melody Maker. Les 45 tours qui en sont tirés, In Between Days et Close to Me, deviennent de grands succès internationaux, aidés par des clips réalisés par Tim Pope et largement diffusés. La popularité du groupe explose alors en Europe, et notamment en France. On parle de « Cure mania ». Et le succès ne cesse de grandir aux États-Unis (où l'album atteint la 60e place) ainsi qu'au Canada, et se confirme en Australie et en Nouvelle-Zélande. Le public fait un véritable triomphe aux cinq musiciens durant The Head Tour, la tournée passe par l'Amérique du Nord et le Vieux Continent, et s'achève par un concert au Palais omnisports de Paris-Bercy le 18 décembre 1985. C'est à cette époque que le look « Cure » fait des émules essaimant des fans un peu partout sur la planète, un look particulier fait de coupes de cheveux hirsutes et de tenues vestimentaires à l'avenant, qu'arbore le groupe (et notamment Smith) depuis quelques années déjà. Le groupe donne alors une très grande quantité d'interviews en France, et fait beaucoup de promotions télé acceptant même de passer dans des spectacles de variété.
1986 voit la parution de la compilation Standing on a Beach (la version CD sera titrée Staring at the Sea, avec une liste des morceaux légèrement différente) en forme de bilan après une dizaine d'années d'existence. Elle connaît un succès important, atteignant par exemple le Top 10 au Royaume-Uni, en France, aux Pays-Bas, en Nouvelle-Zélande et surtout le Top 50 aux États-Unis où la formation de Robert Smith devient incontournable. Au même moment, Boys Don't Cry sort en single dans une nouvelle version, et devient un tube international. Durant l'été, The Cure entreprend une tournée des deux côtés de l'Atlantique : The Beach Tour Party. La dernière date, le 9 août au théâtre antique d'Orange fait l’objet d’un film réalisé par Tim Pope qui sortira en VHS sous le titre The Cure In Orange l'année suivante. 

Ce milieu des années 1980 représente donc un véritable tournant dans la carrière du groupe qui fait maintenant partie des formations pop/rock incontournables de la scène internationale, et les années qui suivent ne vont que confirmer ce nouveau statut désormais acquis.

### Pic de popularité (1987-1993)
Aux mois de mars et d'avril 1987, The Cure se produit pour la première fois en Amérique du Sud, avec deux concerts en Argentine et huit au Brésil dans des stades combles, où le groupe peut mesurer l'étendue de sa popularité dans ces deux pays. Le second concert argentin a dû cependant être écourté à cause d'une partie du public trop turbulente. À cette époque, The Cure se voit décerner le titre de "meilleur groupe étranger de l'année" au Brésil, signe que Robert Smith et ses acolytes sont désormais bien installés sur la scène internationale.
Le nouvel album studio, un double, intitulé Kiss Me, Kiss Me, Kiss Me, aux sonorités plus variées que son prédécesseur et avec à nouveau tous les membres qui participent à sa composition, paraît au mois de mai. « Disque charnière, consécration » selon le journaliste Youri Lenquette, c'est un énorme succès international, encore plus que le précédent, notamment aux États-Unis où l'album entre dans le Top 40 (une première dans l'histoire du groupe) et sera certifié disque de platine avec plus d'un million d'exemplaires écoulés, grâce aux tubes Why Can't I Be You?, et surtout Just Like Heaven. À noter que ce dernier morceau est basé sur un instrumental composé en 1986 pour l'émission de télévision française Les Enfants du rock, qui a toujours soutenu la formation anglaise.
The Cure compte désormais six membres dans ses rangs avec l’arrivée aux claviers de Roger O'Donnell juste avant la tournée mondiale Kissing Tour qui débute en juillet à Vancouver et s'achève le 9 décembre à la Wembley Arena de Londres.
En introduction, un court métrage de cinq minutes, réalisé par Porl Thompson et Undy Vella, est projeté. Intitulé Tea Ceremony il montre des gros plans de la bouche et des yeux de Robert Smith. La bande son est un instrumental titré Eyemou (contraction des mots eye et mouth, « œil » et « bouche »). À cette époque, et en termes de popularité au niveau international, The Cure est l'un des plus grands groupes pop/rock anglophones du moment avec U2, Depeche Mode ou encore INXS. Pour promouvoir ses concerts en France, le groupe accepte d'être sponsorisé par la radio NRJ pour laquelle Smith donne en contrepartie plusieurs interviews. 

Fort de ce succès, la formation anglaise ne se repose cependant pas sur ses acquis et poursuit avec la parution d’albums à un rythme soutenu : 1989 voit ainsi la sortie d'un nouveau disque, Disintegration, qui paraît le 1er mai (à peine deux ans après son prédécesseur). Il marque un retour à une musique plus sombre et mélancolique, apprécié par les fans attachés à la période "cold wave" de Cure ; « le testament des années 80 », écrira Hugo Cassavetti. Tolhurst ne fait plus partie du groupe à ce moment-là. Devenu ingérable à cause de ses problèmes liés à l’alcool, Robert Smith l’a viré au début de l’année.
Le premier extrait Lullaby (excepté aux États-Unis où le titre Fascination Street est préféré), soutenu par un clip - toujours réalisé par Tim Pope - remarqué dans les médias et qui sera récompensé aux Brit Awards, grimpe dans les classements internationaux, tandis que le deuxième single Lovesong se retrouvera classé, de façon assez inattendue, 2e aux États-Unis, renforçant la popularité de Cure dans ce pays. L'album lui-même connaît un succès international considérable, se classant par exemple et pour la première fois dans le Top 20 américain, atteignant aussi la 3e place au Royaume-Uni. La tournée mondiale (le Prayer Tour) débute le jour de la sortie de Disintegration à Roskilde au Danemark et s'achève le 23 septembre 1989 à Mansfield dans le Massachusetts. La première partie était assurée par les Shelleyan Orphan sur la quasi-totalité des dates, et lors de certains concerts en Italie par Marc Almond. Les groupes Love and Rockets et Pixies étaient présents sur plusieurs dates américaines. Comme témoignage de cette tournée, l'album live Entreat enregistré à la Wembley Arena en juillet sortira l'année suivante.
Au début de l'année 1990, des changements interviennent dans la formation : Roger O’Donnell s’en va à cause de problèmes relationnels au sein du groupe. Il est remplacé par Perry Bamonte dont le premier concert avec le groupe sera le 21 juin 1990 à Paris lors de la Fête de la musique. Ce concert inaugure The Pleasure Trips, une tournée des festivals d'été comptant onze dates. À l'automne, une radio éphémère apparaît sur la bande FM anglaise : Cure FM. Cette station, animée par les membres de Cure eux-mêmes, est destinée à promouvoir Mixed Up, un disque de remixes qui sera plus ou moins bien accueilli par la critique et les fans. Dans sa chronique du disque parue dans Best, François Gérald estime que l'intention est bonne mais le résultat en deçà de ce qu'on pouvait espérer. L'avis de Nicolas Ungemuth dans Guitare et claviers est très mitigé : certains remixes sont ineptes, d'autres inventifs. Les deux critiques s'accordent cependant sur la qualité du titre inédit extrait en single, Never Enough, qui met les guitares en avant.
Début 1991, The Cure reçoit le Brit Award du meilleur groupe britannique et enregistre une session acoustique MTV Unplugged dans les studios londoniens de la chaîne de télé. L'année suivante sort l'album Wish qui met les guitares à l'honneur. Même si en France le succès est, pour la première fois depuis plusieurs années, un peu moins important, le disque se retrouve classé - dès sa sortie - 1er au Royaume-Uni et en Australie, 2e aux États-Unis et 3e en Nouvelle-Zélande. Il contient les tubes High et surtout Friday I'm in Love, ce dernier se classant dans le Top 20 de nombreux pays,. Après avoir offert au public britannique un « tour de chauffe » (The Warm-Up Tour), le quintet se lance dans une longue tournée mondiale qui débute le 14 mai à Providence dans le Rhode Island. Outre les États-Unis, le groupe visite le Canada et le Mexique jusqu'à la fin juillet. Il s'embarque ensuite en Nouvelle-Zélande et en Australie au mois d'août avant de parcourir l'Europe de septembre à décembre. C'est le groupe Cranes qui assure la première partie pour les dates américaines et européennes. Cette tournée est marquée par l'absence de Simon Gallup lors de plusieurs concerts en novembre. Il doit en effet être hospitalisé à cause d'une pleurésie. C'est Roberto Soave, bassiste de Shelleyan Orphan, qui assure l'intérim. À l'issue du Wish Tour, Porl Thompson prend congé du groupe pour se consacrer à d'autres projets artistiques. On le retrouvera plus tard aux côtés de Page and Plant.
Enregistrés lors de la tournée, deux albums live et une cassette vidéo paraissent successivement en 1993 : Show (avec son équivalent en VHS portant le même titre) et Paris. Cette année-là, The Cure participe à un concert spécial, en compagnie de groupes comme Belly, Catherine Wheel ou Senseless Things, organisé en juin à Londres afin de soutenir XFM, une radio londonienne qui n'a pas de licence pour diffuser ses programmes. Il s'agit de l'unique apparition sur scène du groupe en 1993. À cette époque, The Cure participe également à la bande originale du film The Crow en offrant un titre inédit, Burn.

### Période délicate (1994-1999)
En 1994, Boris Williams quitte ses camarades à son tour pour former avec sa compagne Caroline Crawley, ex chanteuse de Shelleyan Orphan, le projet Babacar. Lol Tolhurst, quant à lui, garde un souvenir amer de ses anciens acolytes. En effet, il intente un procès au groupe et au label Fiction au sujet de taux de royalties et des droits de propriété sur le nom du groupe. Le verdict est rendu en octobre 1994 : Tolhurst a perdu son procès. Robert Smith commentera dans une interview donnée au journal Libération en 1995 : « Chris (Parry) a bien tenté de dissuader Lol, à deux ou trois reprises, avant que ça ne prenne une telle ampleur. Finalement, on s'est aperçu qu'aucune conciliation n'était possible. Je suis désolé pour Lol, tout en trouvant difficile de lui pardonner. » Puis en 2000 : « On s’est revu très récemment. Lol n’a pas bu depuis cinq ou six ans et souhaite qu’on retravaille ensemble. Nous le ferons peut-être car je n’ai plus aucune animosité contre lui. Il a assez souffert comme ça : quand il a perdu le procès, sa femme et ses amis l’ont plaqué. Lol reste mon ami d’enfance. »
En 1995, c'est un Cure nouveau qui se présente. Roger O'Donnell est de retour aux claviers et un nouveau venu, Jason Cooper, prend place derrière la batterie. La formation offre un titre inédit, Dredd Song, où l'on peut entendre des instruments à cordes, sur la bande originale du film Judge Dredd, puis entame une tournée de festival en été (The Team Tour). Le 7 mai 1996, après quatre ans sans nouvel album, sort Wild Mood Swings dont l'éclectisme musical divise les critiques. Dans sa biographie consacrée au groupe, Thierry Desaules souligne que l'album, « décousu et trop long, est assassiné par la presse et les fans. » De nombreux musiciens extérieurs au groupe ont participé à l'enregistrement. Un violoniste, un quatuor à cordes et deux sections de cuivres sont présents, et en plus de Jason Cooper, trois autres batteurs jouent sur quelques titres. Pour la première fois, le public marque une désaffection, associée à celle des médias. L'album se vend relativement mal et tous les concerts de la tournée (The Swing Tour de mai à décembre) ne sont pas pleins, semblant indiquer que les années de gloire pour le groupe font désormais partie du passé. The Cure connaît alors à ce moment-là une sorte de passage à vide, paraissant même quelque peu démodé en cette fin des années 90. Avant d'entamer cette tournée, Robert Smith évoque même une séparation du groupe, mais le plaisir de jouer semble le faire changer d'avis à la fin de la tournée.
Le 9 janvier 1997, Robert Smith est invité à jouer aux côtés de David Bowie lors du concert célébrant les cinquante ans de ce dernier au Madison Square Garden, où il fait la connaissance du guitariste Reeves Gabrels. À l'automne sort la compilation Galore sur laquelle figure un titre inédit composé par Robert Smith, Wrong Number et qui fera l'objet d'un single. La formation qui joue sur cette chanson est inhabituelle, puisque seuls Smith et Cooper sont présents, accompagnés exceptionnellement par le guitariste de Bowie, Reeves Gabrels. Ce trio enregistrera sous le nom de COGASM (CO pour Cooper, GA pour Gabrels et SM pour Smith) un autre titre, A Sign From God pour les besoins de la bande originale du film de Trey Parker, Capitaine Orgazmo. La fin de la décennie ne verra pas de nouvel album, mais le groupe se produira régulièrement sur scène : Radio Festivals Tour, tournée de festivals américains fin 1997, The Summer Festivals Tour en Europe durant l'été 1998 et un unique concert en 1999, le 19 octobre à New York.

### BloodflowersetThe Cure(2000-2004)

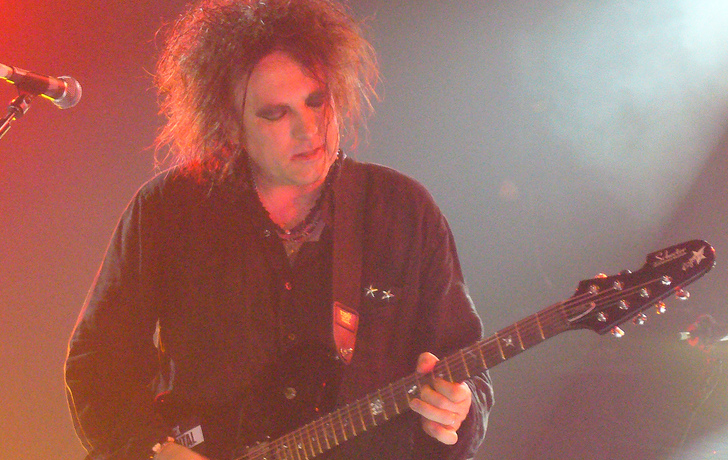
En concert à Singapour en août 2007.

The Cure entame la décennie en sortant en février 2000 un nouvel album, Bloodflowers, dont les chansons longues et mélancoliques sont diversement appréciées par les critiques. « Album grandiose », selon Best, un groupe resté fidèle à lui-même pour Rock & Folk ou à l'inverse un « réchauffé de désespoir » selon Libération, des « chansons interminables » aux « sonorités datées » pour Les Inrockuptibles.
Robert Smith, désormais quadragénaire, déclare que cet album est le troisième volet de ce qu'il considère comme une trilogie entamée avec Pornography et poursuivie avec Disintegration alors que pour de nombreux fans et critiques, ce sont les albums Seventeen Seconds, Faith et Pornography qui forment une trilogie dite sombre, noire ou de glace. Il annonce dans un premier temps que Bloodflowers sera le dernier album et que la tournée qui suit est une tournée d'adieu, avant de mettre un bémol à ses déclarations. Le Dream Tour débute le 27 mars à Madrid et se termine à Brisbane le 21 octobre.
Le début des années 2000 voit aussi Robert Smith collaborer de plus en plus avec d’autres musiciens. Outre Reeves Gabrels, il travaillera entre autres avec Earl Slick, Junkie XL, Junior Jack ou encore Blink 182. 2001 marque la fin du contrat avec le label Fiction Records. À cette occasion paraît la compilation Greatest Hits incluant deux titres inédits, Cut Here et Just Say Yes. Un DVD (le premier du groupe) portant le même titre sort simultanément, regroupant la plupart des clips. Après une tournée estivale en 2002, The Cure donne au mois de novembre trois concerts exceptionnels à Forest National à Bruxelles et au Tempodrom de Berlin, jouant en intégralité les titres des albums Pornography, Disintegration et Bloodflowers. Les deux prestations de Berlin sont filmées pour les besoins d'un DVD, Trilogy qui sortira l'année suivante. Un contrat est signé avec Geffen Records en 2003.
Au début de 2004 sort un coffret de quatre CD, au format Long Box, intitulé Join the Dots: B-sides and Rarities, 1978-2001 (The Fiction Years), compilant toutes les faces B ainsi que des morceaux rares ou inédits. Au mois de juin sort le nouvel album simplement titré The Cure. Enregistré en prise directe et produit par Ross Robinson, il offre une sonorité rock brute qui divise la critique : Rock'n'folk le considère comme "magistral" tandis que certains journaux anglais comme The Independent le qualifie de "mélodramatique". Accompagné d'une importante campagne de promotion lors de sa sortie, The Cure marque le retour du groupe dans le Top 10 des charts internationaux, notamment aux États-Unis où il atteint la 7e place. Le groupe entreprend une tournée des festivals d'été en Europe puis joue en Amérique du Nord dans le festival itinérant Curiosa, créé par Robert Smith, partageant l'affiche avec entre autres Interpol, Mogwai ou Muse. Le 14 octobre, The Cure joue lors du concert anniversaire des vingt ans de la chaîne Canal+ et interprète notamment un titre avec Placebo. Le lendemain, les cinq britanniques enregistrent une Black session dans le Studio 105 de la Maison de Radio France qui sera diffusée le 6 décembre sur France Inter.
À la fin de l'année, Three Imaginary Boys est disponible en édition Deluxe, remastérisé et avec un second CD rempli d'inédits ou de morceaux rares. C'est le premier de la série, suivront Seventeen Seconds, Faith et Pornograhy en avril 2005, The Top, The Head on the Door, Kiss me, Kiss me, Kiss me en août 2006, et Disintegration en mai 2010.

### 4:13 Dream(2005-2009)
En mai 2005, pour la première fois depuis dix ans, des changements interviennent dans la composition du groupe. Robert Smith annonce à Roger O’Donnell et Perry Bamonte qu’ils ne font plus partie de l’aventure car il veut réduire sa formation à un trio. Cependant, le mois suivant The Cure devient un quatuor avec le retour du guitariste Porl Thompson. C'est à Versailles lors du Live 8 le 2 juillet que la nouvelle formation donne son premier concert. Ils entreprennent une tournée de festivals dont sera issu le DVD Festival 2005, sorti fin 2006.
Après avoir longuement peaufiné en studio les titres du prochain album, et avant de le publier, le quatuor se lance dans une tournée mondiale, le 4 Tour, à partir du 27 juillet 2007 au Japon, parcourant la Chine, Singapour, l'Australie, la Nouvelle-Zélande et le Mexique, puis l'Europe et l'Amérique du Nord en 2008, achevant la tournée le 21 juin à New York. Le set, très fourni, pouvait durer parfois près de 4 heures. Les concerts de Paris-Bercy, New York et Charlotte aux États-Unis ont été filmés en vue d'un DVD. Finalement les spectacles de Charlotte et de Paris-Bercy font l’objet d’une diffusion à la télé. Le premier, intitulé 4Play in Charlotte, est diffusé dans une version d’une heure le 26 octobre 2008 sur la chaîne américaine HDNet, le second, The Cure Live in Paris 2008, est proposé dans une version de 90 minutes sur Virgin 17 le 11 juillet 2009.
Le groupe sort, à compter du mois de mai 2008, quatre singles à raison d'un par mois à la date du 13 : The Only One le 13 mai, Freakshow le 13 juin, Sleep When I'm Dead le 13 juillet, The Perfect Boy le 13 août. Vient s'ajouter le 13 septembre un EP intitulé Hypnagogic States comprenant des remixes des quatre singles. Il est à signaler que The Only One, Freakshow, Sleep When I'm Dead et Hypnagogic States réussissent à se classer à la 1re place des charts en Espagne, The Perfect Boy atteint quant à lui la 2e position. Le 13e album studio, titré 4:13 Dream, sort le 27 octobre 2008 avec des critiques mitigées : « Album à la richesse inattendue », d'après Hugo Cassavetti, « sans consistance » pour Libération, « ni saveur » pour Les Inrockuptibles. Le disque inclut les quatre singles sortis plus tôt. 4:13 Dream devait être à l’origine un double album, mais à la suite de divergences entre Robert Smith et Geffen au sujet du prix de vente du disque et des royalties, il sort sous la forme d’un CD simple. Ce qui aurait dû constituer la seconde partie de 4:13 Dream est prévu pour sortir indépendamment dans le courant de l’année 2009. Décrit par Robert Smith comme étant plus sombre, le disque est simplement appelé Dark Album. Mais les ventes décevantes de 4:13 Dream semblent contrarier le projet qui ne voit pas le jour. Une rumeur de séparation entre The Cure et leur maison de disques se met à circuler sur le net. Il faut attendre une interview de Robert Smith pour le New Musical Express en mars 2012 pour avoir confirmation que le groupe n'est plus sous contrat. Le chanteur dit aussi qu'il souhaiterait ressortir 4:13 Dream, remixé, avec les titres manquants, sous la forme d'un double album vendu au prix d'un simple comme il le voulait au départ.
Au début de l'année 2009 The Cure reçoit pour l'ensemble de sa carrière le prix de « Godlike Genius » (« Génie divin ») aux NME Awards des mains de Tim Burton qui rend hommage au groupe en le remerciant de l'avoir inspiré.

### Priorité donnée à la scène (2010-2023)
Alors que sort, le 24 mai 2010, Disintegration en édition Deluxe de 3 CD, l'année 2010 voit Robert Smith collaborer avec des artistes tels que la rockeuse québécoise Anik Jean et les groupes 65daysofstatic, Crystal Castles et The Japanese Popstars,.
The Cure est de retour sur scène en 2011 au Vivid Festival à l'opéra de Sydney les 31 mai et 1er juin. Lors de ces deux concerts, baptisés Reflections, le groupe joue l'intégralité de ses trois premiers albums mais sous trois formations différentes totalement inédites : l'album Three Imaginary Boys est interprété par un trio composé de Robert Smith (chant et guitare), Simon Gallup (basse) et Jason Cooper (batterie). Roger O'Donnell fait son retour aux claviers pour jouer Seventeen Seconds, puis Lol Tolhurst se joint à ses quatre camarades, aux claviers et aux percussions, pour l’exécution de Faith. Porl Thompson est, en revanche, absent. Les concerts sont filmés en vue d'un DVD.
Le 10 septembre 2011, The Cure se produit au Bestival de l'Ile de Wight. Porl Thompson est une nouvelle fois absent (il n'annoncera officiellement son départ qu'en mai 2012, tout en précisant qu'il se fait désormais appeler Pearl et non plus Porl, et Robert Smith écrira plus tard dans un post du site officiel que Thompson est parti en 2009) mais Roger O'Donnell est quant à lui présent aux claviers et, à l'issue du concert, il annonce sur internet sa réintégration officielle dans le groupe. Un double album live de l'intégralité du concert, Bestival Live 2011, dont les bénéfices sont reversés à l'association caritative Isle of Wight Youth Trust, sort le 5 décembre sur le label Sunday Best Recordings.
À la suite d'une forte demande des fans, une tournée de sept dates des concerts Reflections est organisée en novembre 2011 : le 15 au Royal Albert Hall à Londres, du 21 au 23 au Pantages Theatre à Los Angeles et enfin du 25 au 27 au Beacon Theatre à New York. Une tournée de festivals européens d'une vingtaine de dates, le Summercure Tour 2012, débute le 26 mai 2012 au Pinkpop, passant deux fois par la France, le 30 juin aux Eurockéennes de Belfort et le 20 juillet au Festival des Vieilles Charrues, elle voit The Cure se produire pour la première fois en Russie au Maxidrom à Moscou, et se termine le 1er septembre 2012 en Irlande au festival Electric Picnic. Depuis cette tournée, le groupe compte dans ses rangs le guitariste Reeves Gabrels.
En avril 2013, le groupe effectue une nouvelle tournée, cette fois en Amérique latine : le LatAm2013 Tour qui passe par le Brésil, le Paraguay, l'Argentine, le Chili, le Pérou, la Colombie et le Mexique. En juillet et août, il donne cinq concerts (baptisés Great Circle Tour 2013) lors de festivals en Corée du Sud, au Japon (Fuji Rock Festival), à Hawaï, au Canada (Osheaga) et au Lollapalooza à Chicago. Puis avec la mini tournée AutumnCure 2013, le groupe donne rendez-vous sur scène à l'automne à Austin pour deux dates au festival Austin City Limits, à Monterrey et à La Nouvelle-Orléans.
En 2014, les sorties pourtant annoncées sur le site officiel d'un nouvel album et de plusieurs DVD live n'ont pas lieu. Sur disque, le groupe n'offre qu'une reprise de Hello, Goodbye interprétée en compagnie de James McCartney sur un album hommage à Paul McCartney, The Art of McCartney, qui sort le 17 novembre 2014. Si le groupe ne semble pas pressé de sortir du nouveau, en revanche, il ne boude pas son plaisir de jouer sur scène. Même s'il ne fait pas de tournée, il donne plusieurs concerts, en Angleterre, aux États-Unis et au Canada, aux setlists très fournies. Les premiers ont lieu les 28 et 29 mars 2014 au Royal Albert Hall à Londres, au profit du Teenage Cancer Trust (association qui vient en aide aux enfants et adolescents atteints d'un cancer). The Cure termine l'année avec trois concerts, où And Also The Trees assure la première partie, les 21, 22 et 23 décembre 2014 au HMV Hammersmith Apollo à Londres. Le groupe en profite pour fêter les 30 ans de l'album The Top joué intégralement chacun des trois soirs.
Après une année 2015 sans aucun concert, The Cure démarre une tournée mondiale le 10 mai 2016 à La Nouvelle-Orléans, parcourant tout d'abord les États-Unis et le Canada, puis l'Australie et l'Europe, avec un final au Wembley Arena de Londres les 1er, 2, et 3 décembre 2016. Le public a l'occasion de découvrir deux nouvelles chansons : Step Into the Light et It Can Never Be the Same. C'est le groupe écossais The Twilight Sad qui assure la première partie des concerts américains et européens.
Le 21 avril 2018, jour du Record Store Day, voit la sortie au format double vinyle d'un album de remixes inédits intitulé Torn Down et celle d'une version remastérisée de Mixed Up, publié à l'origine en 1990. Puis Mixed Up sort le 15 juin 2018 en édition Deluxe sous la forme d'un triple CD intégrant l'album Torn Down.
Sur scène, The Cure se produit le 24 juin 2018 en clôture du Meltdown Festival dont Robert Smith est le curateur cette année-là, avant de fêter ses 40 ans de carrière avec un concert donné le 7 juillet 2018 à Hyde Park à Londres, dans le cadre des festivals British Summer Time.
C'est lors d'une interview pour la radio Sirius XM en décembre 2018 que Robert Smith confirme l'enregistrement d'un nouvel album. Annoncée au même moment, l'entrée de The Cure au Rock and Roll Hall of Fame est officialisée le 29 mars 2019.
Pour célébrer les 30 ans de la sortie de Disintegration, le groupe joue l'intégralité de l'album, ainsi que les face B des singles et des titres rares de la même période, à l'opéra de Sydney en Australie durant cinq soirs, les 24, 25, 27, 28 et 30 mai 2019, avant d'entamer une tournée de festivals d'été le 8 juin à Malahide près de Dublin.
Le 11 juillet 2019 offre l'occasion de voir The Cure au cinéma avec la sortie dans plusieurs salles à travers le monde de Anniversary 1978-2018 - Live in Hyde Park London, qui est le film réalisé par Tim Pope du concert anniversaire donné l'année précédente à Londres. Ce film et celui du concert de clôture du Meltdown Festival en 2018 sortent en DVD, accompagnés de leurs versions audio en CD, dans un coffret intitulé 40 Live: Curætion-25 + Anniversary le 18 octobre 2019,.
Le 14 août 2021, le bassiste Simon Gallup annonce son départ du groupe par un bref message laissé sur sa page Facebook : « With a slightly heavy heart I am no longer a member of the Cure! Good luck to them all ... » (« Le cœur un peu lourd je ne suis plus membre de The Cure ! Bonne chance à eux tous... »),. La nouvelle, largement relayée dans les médias, n'est cependant pas confirmée par Robert Smith et mi-octobre, Simon Gallup annonce qu'il fait toujours partie du groupe, via une réponse à un post sur la page Facebook de son nouveau projet musical parallèle baptisé Alice Blue Gown ,.
Simon Gallup est présent pour la tournée européenne de The Cure qui visite une vingtaine de pays du 6 octobre au 13 décembre 2022. Cette tournée, nommée Shows of a Lost World, marque le retour sur scène à la guitare et aux claviers de Perry Bamonte qui avait été écarté du groupe en 2005, et permet au public de découvrir de nouvelles chansons qui, selon les médias, devraient figurer sur le prochain album dont le titre, Songs of a Lost World, avait été dévoilé par Robert Smith en mars 2022,,,.
Le 25 novembre 2022, l'album Wish est réédité, trente ans après sa sortie, dans une version remastérisée agrémentée de nombreux bonus (titres instrumentaux, démos, remixes).
En mars 2023, le groupe annonce le deuxième acte de sa tournée Shows of a Lost World, avec 35 dates en Amérique du Nord, du 10 mai au 1er juillet 2023. Lors de la vente des billets, Robert Smith est alerté par des fans sur les frais de réservation élevés facturés par Ticketmaster qui va ainsi à l'encontre de la volonté du groupe de garder des prix abordables. Le chanteur intervient directement auprès de la plateforme de vente et parvient à obtenir un remboursement partiel des frais,.
Ces concerts rapportent au groupe 37,5 millions de dollars pour 547 000 billets vendus, soit la tournée la plus lucrative de l'histoire de The Cure,.
La troisième partie des Shows of a Lost World comporte huit concerts en Amérique latine, entre le 19 novembre et le 10 décembre 2023. Roger O'Donnell, qui est absent pour des raisons de santé, est remplacé par son technicien clavier, Mike Lord. Il révèle, au début du mois de septembre 2024, avoir lutté contre une forme rare et agressive de lymphome et qu'après onze mois de traitements, le pronostic est très favorable.

### Songs of a Lost World(2024-)
Le 30 août 2024, le groupe annonce la mise en vente d'un vinyle éco-responsable limité à 5 000 exemplaires et publié par le label Naked Record Club. L'intégralité des fonds sera reversée à la fondation de Brian Eno Earth/Percent. Intitulé The Cure - Novembre : Live in France 2022, il s'agit d'un single de 30 cm double face A comprenant deux chansons, And Nothing Is Forever et I Can Never Say Goodbye, enregistrées pendant les concerts donnés à la Sud de France Arena à Montpellier et au Zénith de Toulouse Métropole les 8 et 13 novembre 2022,.
En septembre 2024, le groupe envoie plusieurs messages énigmatiques sur des cartes postales aux fans qui se sont inscrits à leur liste de diffusion ainsi qu'une affiche dévoilée dans un pub de Crawley, la ville d'enfance de Robert Smith où le groupe a joué ses premiers concerts.
Le 13 septembre 2024, il est révélé que le prochain album du groupe, Songs of a Lost World, leur premier album studio en seize ans, sortira le 1er novembre 2024.
Mercredi 26 septembre 2024, l'album Songs of a Lost World est officiellement lancé, et mis en précommande sur le site internet du groupe. La date de sortie au 1er novembre est confirmée. Le premier single, Alone, est publié en ligne, écoutable sur les plateformes de streaming. Le titre de la chanson Endsong apparaît sur un visuel du site, à côté de Alone.
Un second extrait A Fragile Thing sort en single sur la plupart des plateformes de streaming, le 9 octobre 2024.
Robert Smith annonce par ailleurs en octobre 2024 qu’un second nouvel album serait pratiquement terminé, et qu’un troisième serait en cours de réalisation.
Très favorablement accueilli par la critique,, l'album se classe numéro 1 la semaine de sa sortie dans plusieurs pays (Allemagne, Autriche, Belgique, Danemark, France, Pays-Bas, Portugal, Royaume-Uni, Suède, Suisse) et 4e dans le Billboard 200 aux États-Unis,,,.
Le soir même de la sortie mondiale, le 1er novembre, The Cure donne un concert de trois heures au Troxy à Londres devant près de 3 000 personnes, jouant notamment Songs of a Lost World dans son intégralité. Les huit chansons du nouvel opus interprétées ce soir là sortent sur un album live, Songs of a Live World: Troxy London MMXXIV, publié le 13 décembre 2024, dont les bénéfices sont reversés à l'organisation caritative War Child (en).
En avril 2025, Robert Smith dévoile dans un communiqué avoir reçu juste après Noël des remixes des chansons de l'album qui lui ont plu, donnant lieu à un projet d'album de remixes qui se concrétise le 13 juin 2025 avec la sortie d'un double CD et vinyle (triple CD et vinyle dans des éditions de luxe) sous le titre de Mixes of a Lost World comportant, suivant les éditions, 16 ou 24 contributions d'artistes parmi lesquels Four Tet, Paul Oakenfold, Mura Masa, Chino Moreno, Mogwai, 65daysofstatic. L'intégralité des droits d'enregistrement est reversée une nouvelle fois à War Child.

## Style musical et influences

### Inspirations musicales et littéraires
Le groupe est rattaché au rock gothique pour ses albums de la trilogie sombre, Seventeen Seconds, Faith, et Pornography,,. The Cure a toujours refusé cette étiquette ou d’être rangé dans tout autre style précis. Le groupe s'est ensuite éloigné du genre gothique pour sortir une série de singles pop, (Let's Go To Bed, The Walk et The Lovecats) tout en explorant par la suite d'autres univers parfois psychédéliques, jazzy, rhythm and blues, funky et aussi le flamenco. Le groupe renoue avec la musique gothique pour leur album Disintegration à la fin des années 1980.
Robert Smith a revendiqué comme influences plusieurs musiciens et groupes dont Jimi Hendrix, The Doors, David Bowie, The Beatles, Wire, The Buzzcocks, Elvis Costello, Siouxsie and the Banshees, The Stranglers, Joy Division, Nick Drake, Echo & The Bunnymen ou encore The Psychedelic Furs. Dans ses textes, on trouve l’influence d’œuvres littéraires de Albert Camus, Penelope Farmer, Franz Kafka, Mervyn Peake, J. D. Salinger et Charles Baudelaire.

### Paroles des chansons
Les textes des chansons sont écrits par Robert Smith (à l’exception de All Cats are Grey et Doubt, figurant sur l'album Faith, signées respectivement Lol Tolhurst et Simon Gallup) et tiennent une place aussi importante que la musique du groupe. Plusieurs journalistes ont souligné l’intérêt des paroles écrites par Smith. Loin d’être des chansons engagées politiquement ou socialement, elles dessinent « un monde intime, secret, hanté d’images floues, de subtiles tentations, de conflits extérieurs, d’ambiguïté et de déchirements, de fantasmes et de contradictions » d’après Philippe Blanchet. Selon Thierry Desaules, les paroles de l’album Pornography sont « tout bonnement sublimes et d’une grande poésie ». Georges Daublon consacre un article de plusieurs pages aux textes de Robert Smith dans Best en 1985, relevant que les mots « froid, noir, nuit, tuer, mort, mourir, perdre, se perdre, saigner, sang, tomber, chute, feu, brûler, rire, cri, yeux, bouche » reviennent très souvent.

### Influence sur d'autres artistes
L’influence musicale de The Cure s’exerce sur des groupes comme Placebo, The Smashing Pumpkins (les membres de ces deux formations ont collaboré avec Robert Smith, le leader de Placebo aura même l’occasion d’interviewer son idole), Interpol, Mogwai, Bloc Party, The xx, Korn qui a invité Robert Smith lors de son MTV Unplugged.
Un nombre important de cover bands a vu le jour à travers le monde (par exemple, CureHeads en Grande-Bretagne, Curiosity en Belgique, The Spinning Tops en France) et plusieurs compilations hommages regroupant divers artistes reprenant le répertoire de The Cure sont sorties (notamment Imaginary Songs avec des artistes français comme -M-, Dionysos ou Mickey 3D et Pink Pig Project qui comporte pas moins de 14 CD).
La popularité et l'influence de The Cure peuvent aussi se mesurer avec l'apparition, dans les années 1980, du groupe néerlandais The Essence, véritable groupe-clone reproduisant dans ses disques les arrangements des britanniques et copiant la voix et le phrasé de Robert Smith. En dehors du domaine musical, on trouve l'influence de The Cure chez le cinéaste Tim Burton qui a révélé s'être inspiré de Robert Smith pour créer le personnage d’Edward aux mains d'argent. Le chanteur servira aussi de modèle pour Trey Parker et Matt Stone, créateurs de la série d'animation South Park, dans l'épisode Mecha Streisand. La version animée de Robert Smith y apparaît, et le musicien double lui-même son personnage dans la version originale.

## Tournées
Comme en témoignent les nombreux concerts donnés autour du monde, la scène est le terrain de prédilection de The Cure. Même s'il a joué dans de grandes salles et des stades, le groupe n'a jamais transformé ses concerts en spectacles gigantesques. Les décors restent sobres, seule une importante batterie d'éclairage et, pendant plusieurs années, les nappes de brume des fumigènes, viennent « habiller » les chansons, soulignant la vigueur des plus rapides (jouées sur un tempo plus élevé encore par rapport aux versions studio), ou favorisant une ambiance de recueillement pour les plus mélancoliques que Robert Smith fait vivre intensément grâce à son interprétation, comme Faith notamment. Sur scène, les membres du groupe sont relativement statiques, contrairement à beaucoup de formations rock, ce qui offre un contraste avec les morceaux joués énergiquement. Un contraste qu'un journaliste exprimera, après avoir assisté à un concert en 1989, en titrant son article « La Violence immobile ». Cependant, le bassiste Simon Gallup est devenu de plus en plus mobile, parcourant la scène de long en large.
Au fil des ans, certains titres sont devenus des incontournables qui entraînent la participation spontanée du public. Par exemple A Forest, dont les dernières notes jouées à la basse sont systématiquement accompagnées par le public qui frappe dans ses mains, ou encore Boys Don't Cry, In Between Days, Play For Today, dont il reprend en chœur les mélodies. Quant au nombre de chansons jouées, il peut parfois aller au-delà de quarante et la durée du concert dépasser les trois heures et demie.
The Cure possède dans son répertoire deux titres spécialement réservés à la scène : Forever et All Mine. Le premier est une improvisation basée sur les accords du titre Three qui figure sur l'album Seventeen Seconds. Depuis la première fois où il fut interprété en mai 1980, ce morceau a subi de nombreuses transformations, y compris dans les paroles. Fréquemment joué entre 1980 et 1996, il devient rarissime par la suite jusqu'à disparaître complètement. All Mine est une autre improvisation qui ne fut jouée qu'en 1982. Un enregistrement en public de ces deux chansons apparaît sur la version cassette audio de l'album Concert: The Cure Live, repris dans l'édition Deluxe de Pornography pour All Mine et dans les éditions Deluxe de Faith et de The Top pour Forever.
Outre les enregistrements officiels, sur disque ou en vidéo, il existe un nombre important de bootlegs recherchés par les fans, témoignant de l'intérêt porté aux concerts du groupe.

## Ventes d'albums
Depuis 1979, le groupe a vendu plus de 30 millions d'albums dans le monde, dont plus de 2 millions et demi en France.

## Discographie
- 1979 : Three Imaginary Boys
- 1980 : Seventeen Seconds
- 1981 : Faith
- 1982 : Pornography
- 1984 : The Top
- 1985 : The Head on the Door
- 1987 : Kiss Me, Kiss Me, Kiss Me
- 1989 : Disintegration
- 1992 : Wish
- 1996 : Wild Mood Swings
- 2000 : Bloodflowers
- 2004 : The Cure
- 2008 : 4:13 Dream
- 2024 : Songs of a Lost World

## Membres
The Cure a connu de nombreux changements de personnel. Le seul membre permanent depuis la formation du groupe est le chanteur et guitariste Robert Smith.

## Distinctions

### Récompenses
- Brit Awards 1990 : meilleur clip vidéo, Lullaby réalisé par Tim Pope[44].
- Brit Awards 1991 : meilleur groupe britannique[49].
- MTV Video Music Awards 1992 : choix des télespectateurs (Europe), Friday I'm in Love réalisée par Tim Pope[154].
- Q Awards 2003 : Q Award de l'inspiration musicale[155].
- Ivor Novello Awards 2005 : prix de la réussite internationale, décerné à Robert Smith[156].
- NME Awards 2009 : « Godlike Genius » pour l'ensemble de sa carrière[74].
- Rock and Roll Hall of Fame 2019[96].
- NME Awards 2020 : meilleure tête d'affiche de festival[157].

### Nominations
- MTV Video Music Awards 1989 : meilleure vidéo post-moderne, Fascination Street réalisée par Tim Pope[158].
- Brit Awards 1991 : meilleure vidéo britannique, Close to Me (closer mix) réalisée par Tim Pope[159].
- Brit Awards 1993 : meilleur groupe britannique et meilleure vidéo britannique, Friday I'm in Love réalisée par Tim Pope[160].
- Grammy Awards 1993 : meilleur album de musique alternative, Wish[161].
- Ivor Novello Awards 1993 : meilleure chanson contemporaine, Friday I'm in Love[162].
- Grammy Awards 2001 : meilleur album de musique alternative, Bloodflowers[161].
- MTV Europe Music Awards 2004 : meilleur clip vidéo, The End of The World réalisé par Floria Sigismondi[163].
- Juno Awards 2005 : vidéo de l'année, The End of The World réalisée par Floria Sigismondi[164].
- MTV Europe Music Awards 2008 : concert de l'année[165].
- NME Awards 2009 : meilleure pochette de disque, 4:13 Dream[166].

### Sites internet
- (en + fr) Boys are Forever Drowning in Pornography : propose de nombreux scans de magazines, en plusieurs langues, avec interviews, chroniques, photos
- (en) The Cure Concert Guide : guide détaillé de tous les concerts du groupe
- (en) Chain of Flowers : site avec de nombreuses news
- (fr) Pictures of Cure : actualités, biographie, discographie, dossiers, etc.